# 大阪府立放射線中央研究所
大阪府立放射線中央研究所（おおさかふりつ ほうしゃせん ちゅうおうけんきゅうしょ）は、大阪府堺市にあった放射線研究所である。略称は大放研（だいほうけん）または、放中研（ほうちゅうけん）とも。英名は当初 Radiation Center of Osaka Prefecture だったが、のちに Osaka Prefectural Radiation Research Institute と改められた。1959年に発足。初代所長は木村毅一・京都大学教授。1990年に大阪府立大学と統合され、大阪府立大学附属研究所となるまで存続した。所在地は大阪府堺市新家町174-16（現・学園町1-2）だった。諸施設はその後、大阪府立大学先端科学研究所を経て、大阪府立大学産学官連携機構・先端科学イノベーションセンターが受け継いでいる。

## 設立までの経緯
- 1955年：日本政府が原子力基本法を制定。
- 1957年：大阪府は、産業における原子力の平和利用推進を求める社会的要請を受け、「大阪府原子力平和利用協議会」を設置した。
- 1958年：上記協議会が「放射線研究所」設置の必要性を答申した。大阪府定例議会において「大阪府立放射線中央研究所」の設置を可決し、京都大学理学部・木村毅一教授に具体的構想づくりが依頼された。
- 1959年：大阪府立放射線中央研究所条令公布。11月、大阪府立放射線中央研究所発足。

## 目的・規模
設置の目的は、放射線と放射性同位元素の総合的研究および利用の促進をはかり、大阪府下産業の振興と府民福祉の向上に寄与することであった。
敷地面積は43,342平方メートル、建物延べ面積は10,027平方メートルあった。当初の機構は、1958年8月に提案された「原子力平和利用施設に関する調査報告書」に基づく1959年11月施行の「大阪府立放射線中央研究所処務規定」によって定められた。
事務部門として総務部、研究部門として管理室（放射線管理・環境放射能測定・放射性廃棄物処理技術）、第1部（放射線物理学・放射線工学）、第2部（放射線化学）、第3部（放射線農学）、第4部（放射線生物学・放射線医学・放射線衛生工学）が設けられ、定員は120名だった。のちに、欠員不補充などにより、100名を割る程度まで削減された。

## 施設・設備・成果
主要施設・設備としては、電子線形加速器（最高エネルギー18 MeV）、4室とプールからなるコバルト60照射施設、放射化学実験棟、放射性廃水処理施設、屋外管理棟、動植物育成棟などを有した。
31年におよぶ存続期間中、放射線照射と機器測定、施設共同利用、研修委託性の受け入れ、技術相談、講習会の開催、講師派遣、知識の普及などのサービス業務を行うとともに、特許・実用新案の取得、受託研究、著書発行、総説・論文の発表などにおいても、多くの成果を挙げた。

## 刊行物
英文の論文誌 Annual Report of Osaka Prefectural Radiation Research Institute を毎年発行し［Vols. 1 - 30。国会図書館請求記号 MC251-17（Vols. 12 - 25 のみ存在）］、随時発行の技報 Osaka Prefectural Radiation Research Institute Technical Report［ISSN 0285-8797、Nos. 1 - 11。国会図書館請求記号 Z54-D134］も 、主として英文で発行した。
広報誌『大放研だより』［ISSN 0287-0541、Vol. 1, No. 1 (1960) - Vol. 30, No. 4 (1990)、国会図書館請求記号 Z15-429］の初期には、木村初代所長が「今月の窓」と題する欄に随筆を連載した。それらの随筆は、のちに木村の他の文を加えて『アトムのひとりごと』の題名で出版され（丸善、1982）、戦前から戦後間もなくにかけての原子力関連研究の様子を知ることの出来る貴重な資料の一つになっている。

## 歴代所長
- 初代:木村毅一
- 2代:外山修
- 3代:城野和三郎
- 4代:西山卯二郎
- 5代:渡辺武彦
- 6代:松村隆

## 関連事項

### 原子力歴史構築賞受賞
大阪府立大学は、大阪府立放射線中央研究所から引き継いだ、歴史の長い大規模放射線利用施設によって、日本原子力学会の創立50周年を記念して2009年に設けられた原子力歴史構築賞の第1回受賞にあずかった。

### 大阪ニュークリアサイエンス協会
大阪府立放射線中央研究所の放射線研究施設が企業にも開放され、広く全国的に利用されるようになるに伴い、より効果的な利用の推進とその運営の円滑化が必要になった。そのため、1984年、同研究所を中心にした産学の連携を図ることを目的として、大阪ニュークリアサイエンス協会が発足した（1991年、大阪府が非営利目的の社団法人として認可）。同研究所の施設が大阪府立大学の所属となったのちも、大学の放射線分野との産学連携を含めて、放射線施設の効率的な利用を図り、産業基盤技術の高水準化に寄与することを目指している。